# Prainea scandens
Prainea scandens är en mullbärsväxtart som beskrevs av George King. Prainea scandens ingår i släktet Prainea och familjen mullbärsväxter. Inga underarter finns listade i Catalogue of Life.